# Adetokumboh M'Cormack
Adetokumboh M'Cormack,, född 27 februari 1982 i Sierra Leone, är en amerikansk skådespelare.
M'Cormack har bland annat medverkat i TV-serierna Blood of Zeus och Castlevania.

## Filmografi (i urval)
- 2011 – Battle: Los Angeles
- 2018–2021 – Castlevania (TV-serie)
- 2020–2024 – Blood of Zeus (TV-serie)